# This Love (canción de Pantera)
«This Love» es una canción de la banda de groove metal Pantera, correspondiente al álbum Vulgar Display of Power. Fue lanzado como sencillo e incluida en el álbum recopilatorio de la banda, The Best of Pantera: Far Beyond the Great Southern Cowboys' Vulgar Hits!, además una versión en vivo está incluida en el Official Live: 101 Proof.
El baterista de Pantera, Vinnie Paul ha dicho que la letra de la canción habla sobre una anterior relación del vocalista de la banda, Phil Anselmo.

## Video musical
La canción tiene un video musical dirigido por Kevin Kerslake. Éste muestra imágenes de la banda tocando en una azotea y en algunos trozos del video se ve una prostituta que aparentemente mata a un hombre.

## Lista de canciones
| CD Promo |                          |          |  |
| N.º      | Título                   | Duración |  |
| 1.       | «This Love» (AOR Edit)   | 4:44     |  |
| 2.       | «This Love» (Video Edit) | 4:54     |  |
| 3.       | «This Love» (LP Versión) | 6:36     |  |